# 30ª edizione della LG Cup
La 30ª edizione della LG Cup è una competizione di Go internazionale iniziata a maggio 2025, con finale previsto a gennaio 2026. Organizzata dal The Chosun Ilbo, la competizione è sostenuta dalla SBS e sponsorizzata dalla Lucky Goldstar.
L'Associazione cinese di go ha boicottato questa edizione a seguito della controversa vittoria del sudcoreano Byun Sang-il sul cinese Ke Jie nella finale dell'edizione precedente; per questo motivo la Federazione sudcoreana ha deciso di invitare alla manifestazione alcuni passati vincitori della Coppa LG e di riservare due posti a goiste donne.

## Partecipanti
La Hanguk Kiwon, la federazione della Corea del Sud, ha selezionato i seguenti partecipanti:
- Byun Sang-il (9d, vincitore dell'edizione precedente),
- Shin Jin-seo (9d, vincitore della 24ª, 26ª e 28ª LG Cup),
- Park Jung-hwan (9d, vincitore della 19ª LG Cup),
- An Sung-joon (9d),
- Shin Min-jun (9d, vincitore della 25ª LG Cup),
- Lee Won-do (9d, qualificato attraverso il torneo preliminare),
- An Kuk-hyun (9d, qualificato attraverso il torneo preliminare),
- Sul Hyun-jun (9d, qualificato attraverso il torneo preliminare),
- Moon Min-jong (8d, qualificato attraverso il torneo preliminare),
- Sim Jae-ik (7d, qualificato attraverso il torneo preliminare),
- Whang Jae-youn (6d, qualificato attraverso il torneo preliminare),
- Kim Beom-seo (6d, qualificato attraverso il torneo preliminare),
- Yoo Chang-hyuk (9d, vincitore della 6ª LG Cup),
- Lee Chang-ho (9d, vincitore della 1ª, 3ª, 5ª e 8ª LG Cup),
- Kang Dong-yun (9d, vincitore della 20ª LG Cup),
- Choi Jung (9d, donna),
- Nakamura Sumire (4d, donna).

La Nihon Ki-in, la federazione del Giappone, ha selezionato i seguenti partecipanti:
- Ichiriki Ryo (9d),
- Iyama Yuta (9d),
- Kyo Kagen (9d, qualificato attraverso il torneo preliminare),
- Ō Rissei (9d, vincitore della 9ª LG Cup),
- Cho U (9d, vincitore della 9ª LG Cup).

La Taiwan Chi Yuan, la federazione di Taiwan, ha selezionato:
- Xu Haohong (9d),
- Zhou Junxun (9d, vincitore dell'11ª LG Cup).

Ciascuna federazione ha scelto i propri membri secondo le proprie regole; si noti che una delle partecipanti in quota alla federazione sudcoreana è Nakamura Sumire, che ha nazionalità giapponese, mentre tre membri della selezione giapponese –Kyo Kagen, Ō Rissei e Cho U – sono di nazionalità taiwanese. Di tutti i vincitori della LG Cup non cinesi, il solo a non partecipare a questa edizione è Lee Se-dol, vincitore della 7ª e della 12ª edizione, che si è ritirato nel 2019.

## Torneo

### Tabellone
|  | Primo turno 19 maggio 2025 Gyeonggi | Primo turno 19 maggio 2025 Gyeonggi |  |  | Secondo turno 21 maggio 2025 Gyeonggi | Secondo turno 21 maggio 2025 Gyeonggi |                 |                 | Quarti di finale 4 agosto 2025 Seul | Quarti di finale 4 agosto 2025 Seul |  |  | Semifinale 6 agosto 2025 Seul | Semifinale 6 agosto 2025 Seul |  |  | Finale Gennaio 2026 | Finale Gennaio 2026 |
|  |                                     |                                     |  |  |                                       |                                       |                 |                 |                                     |                                     |  |  |                               |                               |  |  |                     |                     |
|  | Zhou Junxun 9d                      | B+3,5                               |  |  |                                       |                                       |                 |                 |                                     |                                     |  |  |                               |                               |  |  |                     |                     |
|  | Lee Won-do 9d                       |                                     |  |  | Zhou Junxun 9d                        |                                       |                 |                 |                                     |                                     |  |  |                               |                               |  |  |                     |                     |
|  |                                     |                                     |  |  | Byun Sang-il 9d                       | B+R                                   |                 |                 |                                     |                                     |  |  |                               |                               |  |  |                     |                     |
|  |                                     |                                     |  |  |                                       |                                       |                 | Byun Sang-il 9d | B+R                                 |                                     |  |  |                               |                               |  |  |                     |                     |
|  |                                     |                                     |  |  | Park Jung-hwan 9d                     |                                       |                 |                 |                                     |                                     |  |  |                               |                               |  |  |                     |                     |
|  |                                     |                                     |  |  | Shin Jin-seo 9d                       |                                       |                 |                 |                                     |                                     |  |  |                               |                               |  |  |                     |                     |
|  |                                     |                                     |  |  | Park Jung-hwan 9d                     | B+R                                   |                 |                 |                                     |                                     |  |  |                               |                               |  |  |                     |                     |
|  |                                     |                                     |  |  |                                       |                                       |                 | Byun Sang-il 9d |                                     |                                     |  |  |                               |                               |  |  |                     |                     |
|  | Yoo Chang-hyuk 9d                   |                                     |  |  | Ichiriki Ryo 9d                       |                                       |                 |                 |                                     |                                     |  |  |                               |                               |  |  |                     |                     |
|  | An Kuk-hyun 9d                      | B+1,5                               |  |  | An Kuk-hyun 9d                        | B+R                                   |                 |                 |                                     |                                     |  |  |                               |                               |  |  |                     |                     |
|  | Choi Jeong 9d                       | N+R                                 |  |  | Choi Jeong 9d                         |                                       |                 |                 |                                     |                                     |  |  |                               |                               |  |  |                     |                     |
|  | Sim Jae-ik 7d                       |                                     |  |  |                                       |                                       | An Kuk-hyun 9d  |                 |                                     |                                     |  |  |                               |                               |  |  |                     |                     |
|  | Kim Beom-seo 6d                     | B+R                                 |  |  | Ichiriki Ryo 9d                       | N+R                                   |                 |                 |                                     |                                     |  |  |                               |                               |  |  |                     |                     |
|  | Kyo Kagen 9d                        |                                     |  |  | Kim Beom-seo 6d                       |                                       |                 |                 |                                     |                                     |  |  |                               |                               |  |  |                     |                     |
|  |                                     |                                     |  |  | Ichiriki Ryo 9d                       | N+R                                   |                 |                 |                                     |                                     |  |  |                               |                               |  |  |                     |                     |
|  |                                     |                                     |  |  |                                       |                                       |                 | Ichiriki Ryo 9d |                                     |                                     |  |  |                               |                               |  |  |                     |                     |
|  | Cho U 9d                            | B+R                                 |  |  | Shin Min-jun 9d                       |                                       |                 |                 |                                     |                                     |  |  |                               |                               |  |  |                     |                     |
|  | An Sung-joon 9d                     |                                     |  |  | Cho U 9d                              |                                       |                 |                 |                                     |                                     |  |  |                               |                               |  |  |                     |                     |
|  |                                     |                                     |  |  | Shin Min-jun 9d                       | B+R                                   |                 |                 |                                     |                                     |  |  |                               |                               |  |  |                     |                     |
|  |                                     |                                     |  |  |                                       |                                       | Shin Min-jun 9d | B+R             |                                     |                                     |  |  |                               |                               |  |  |                     |                     |
|  | Kang Dong-yun 9d                    | N+R                                 |  |  | Kang Dong-yun 9d                      |                                       |                 |                 |                                     |                                     |  |  |                               |                               |  |  |                     |                     |
|  | Lee Chang-ho 9d                     |                                     |  |  | Kang Dong-yun 9d                      | B+R                                   |                 |                 |                                     |                                     |  |  |                               |                               |  |  |                     |                     |
|  |                                     |                                     |  |  | Iyama Yuta 9d                         |                                       |                 |                 |                                     |                                     |  |  |                               |                               |  |  |                     |                     |
|  |                                     |                                     |  |  |                                       |                                       | Shin Min-jun 9d | B+R             |                                     |                                     |  |  |                               |                               |  |  |                     |                     |
|  | Moon Min-jong 8d                    |                                     |  |  | Xu Haohong 9d                         |                                       |                 |                 |                                     |                                     |  |  |                               |                               |  |  |                     |                     |
|  | Whang Jaeyoun 6d                    | N+R                                 |  |  | Whang Jaeyoun 6d                      |                                       |                 |                 |                                     |                                     |  |  |                               |                               |  |  |                     |                     |
|  |                                     |                                     |  |  | Sul Hyun-jun 9d                       | N+R                                   |                 |                 |                                     |                                     |  |  |                               |                               |  |  |                     |                     |
|  |                                     |                                     |  |  |                                       |                                       | Sul Hyun-jun 9d |                 |                                     |                                     |  |  |                               |                               |  |  |                     |                     |
|  | Nakamura Sumire 4d                  | B+3,5                               |  |  | Xu Haohong 9d                         | +F                                    |                 |                 |                                     |                                     |  |  |                               |                               |  |  |                     |                     |
|  | O Rissei 9d                         |                                     |  |  | Nakamura Sumire 4d                    |                                       |                 |                 |                                     |                                     |  |  |                               |                               |  |  |                     |                     |
|  |                                     |                                     |  |  | Xu Haohong 9d                         | B+7,5                                 |                 |                 |                                     |                                     |  |  |                               |                               |  |  |                     |                     |
|  |                                     |                                     |  |  |                                       |                                       |                 |                 |                                     |                                     |  |  |                               |                               |  |  |                     |                     |

La vittoria del sudcoreano Park Jung-hwan sul connazionale Shin Jin-seo al secondo turno è stata la prima di Park contro Shin dopo 17 sconfitte consecutive nei precedenti incontri.
La partita dei quarti di finale tra il sudcoreano Sul Hyun-jun e il taiwanese Xu Haohong non si è disputata perché Sul ha dovuto rispondere alla chiamata al servizio militare prima di poterla disputare; è la prima volta che in un torneo internazionale un goista ottiene il passaggio del turno per questa ragione.

## Finale
La finale è una sfida al meglio delle tre partite, disputata tra i due finalisti, il giapponese Ichiriki Ryo e il sudcoreano Shin Min-jun. Ichiriki sarà il primo goista giapponese a disputare una finale della LG Cup dal 2005, quando Cho U, che pure ha partecipato a questa edizione, vinse la nona.